# Saison 3 d'Everwood
Chronologie
Saison 2 Saison 4
Cet article présente les épisodes de la troisième saison de la série télévisée américaine Everwood.

## Distribution de la saison

### Acteurs principaux
- Treat Williams (VF : Patrick Béthune) : Dr Andrew « Andy » Brown
- Gregory Smith (VF : François Creton) : Ephram Brown
- Emily VanCamp (VF : Chantal Macé puis Alexandra Garijo) : Amy Abbott
- Debra Mooney (VF : Isabelle Leprince) : Edna Abbott Harper
- John Beasley (VF : Saïd Amadis) : Irv Harper
- Vivien Cardone (en) (VF : Lucile Boulanger) : Delia Brown
- Chris Pratt (VF : Charles Pestel) : Brighton « Bright » Abbott
- Stephanie Niznik (VF : Juliette Degenne) : Nina Feeny
- Tom Amandes (VF : Pascal Germain) : Dr Harold Abbott
- Merrilyn Gann (VF : Coco Noël) : Rose Abbott
- Sarah Drew (VF : Sophie Froissard) : Hannah Rogers
- Scott Wolf (VF : Cédric Dumond) : Dr Jake Hartman[1]
- Anne Heche (VF : Virginie Ledieu) : Amanda Hayes[2]

### Acteurs récurrents et invités
- Sarah Lancaster (VF : Véronique Desmadryl) : Madison Kellner (épisodes 1 (voix), 16 et 17)
- Lukas Behnken (en) (VF : Vincent de Bouard) : Topher Cole (épisodes 14, 18, 20 à 22)
- Kirsten Nelson : Ellie Beals (épisode 22)

## Épisodes

### Épisode 01:Un retour tant attendu
- Scott Wolf (Jake Hartman)
- Sarah Lancaster (Madison Kellner)
- Whitney Lee (Britney)

### Épisode 02:Priorités
- Scott Wolf (Dr Jake Hartman)
- Sarah Drew (Hannah)
- Matt Pohlson (Dean Kelly)
- Melinda Page Hamilton (Mary)

### Épisode 03:Cherche amis désespérément
- Scott Wolf (Dr Jake Hartman)
- Sarah Drew (Hannah)
- Carter Jenkins (David Beck)
- Elizabeth Mitchell (Sara Beck)

### Épisode 04:Questions embarrassantes
- Scott Wolf (Dr Jake Hartman)
- Sarah Drew (Hannah)
- Ernie Hudson (Bill)
- Denise Y. Dowse (Laura)

### Épisode 05:Sacrifice
- Scott Wolf (Dr Jake Hartman)
- Sarah Drew (Hannah)
- Anne Heche (Amanda Hayes)
- Shane Haboucha (Charlie Hayes)
- Jason Beghe (John Hayes)

### Épisode 06:Braver les dragons
- Scott Wolf (Dr Jake Hartman)
- Sarah Drew (Hannah)
- Anne Heche (Amanda)
- David Eigenberg (Recruteur de l'université du Colorado)
- Jason Beghe (John Hayes)

### Épisode 07:Savoir attendre
- Scott Wolf (Dr Jake Hartman)
- Sarah Drew (Hannah)

### Épisode 08:Arrangements
- Scott Wolf (Dr Jake Hartman)
- Sarah Drew (Hannah)
- James Earl Jones (Will Cleveland)
- Anne Heche (Amanda Hayes)
- Jason Beghe (John Hayes)
- Camille Guaty (Serena)
- Cameron Jones (Mikey)

### Épisode 09:Le Réflexe
- Scott Wolf (Dr Jake Hartman)
- Sarah Drew (Hannah)
- Shane Haboucha (Charlie)
- Ben Hammond (Sam Feeney)
- Anne Heche (Amanda Hayes)
- Jason Beghe (John Hayes)

### Épisode 10:Besoin de savoir
- Scott Wolf (Dr Jake Hartman)
- Anne Heche (Amanda Hayes)
- Charlie Weber (Jay)
- Annie O'Donnell (Bibliothécaire)

### Épisode 11:Culpabilité
- Scott Wolf (Dr Jake Hartman)
- Anne Heche (Amanda Hayes)
- Jason Beghe (John Hayes)

### Épisode 12:Puberté
- Scott Wolf (Dr Jake Hartman)
- Anne Heche (Amanda Hayes)
- Sarah Drew (Hannah)
- Jessica Collins (Cameron)

### Épisode 13:Une journée parfaite
- Scott Wolf (Dr Jake Hartman)
- Anne Heche (Amanda Hayes)
- Sarah Drew (Hannah)

### Épisode 14:Faux-semblant
- Scott Wolf (Dr Jake Hartman)
- Anne Heche (Amanda Hayes)
- Jason Beghe (John Hayes)
- Jimmy Bennett (Sam Feeney)
- Shane Haboucha (Charlie Hayes)
- Lukas Behnken (en) (Topher)

### Épisode 15:Surprise
- Scott Wolf (Dr Jake Hartman)
- Anne Heche (Amanda Hayes)
- Jason Beghe (John Hayes)
- Erica Gimpel (Dr Gans)
- Shane Haboucha (Charlie Hayes)

### Épisode 16:Une ville en montagne
- Scott Wolf (Dr Jake Hartman)
- Sarah Lancaster (Madison Kellner)
- Brian Palermo (Rick)

### Épisode 17:Les Jouets du destin
- Scott Wolf (Dr Jake Hartman)
- Sarah Lancaster (Madison Kellner)
- Chris Penn (Franck)

### Épisode 18:Descente aux enfers
- Scott Wolf (Dr Jake Hartman)
- Lukas Behnken (en) (Topher)
- Tom Virtue (l'administrateur de Julliard)
- Brooks Almy (Le prêtre)

### Épisode 19:Acceptation
- Scott Wolf (Dr Jake Hartman)
- Tom Parker (Brian Hartman)
- Freda Foh Shen (Dr Chao)
- Annie Burgstede (Pippi)

### Épisode 20:Celui qui hésite
- Scott Wolf (Dr Jake Hartman)
- Lee Garlington (Brenda Baxworth)
- Freda Foh Shen (Dr Chao)
- Lukas Behnken (en) (Topher Cole)
- Todd Louiso (acheteur)

### Épisode 21:Le Chemin que tu feras
- Scott Wolf (Dr Jake Hartman)
- Sarah Drew (Hannah)
- Lukas Behnken (en) (Topher)
- Freda Foh Shen (Dr Chao)
- Gedde Watanabe (Art)
- Patrick Fabian (Dr Henry Validor)

### Épisode 22:Au cœur des choses
- Freda Foh Shen (Dr Chao)
- Kirsten Nelson (Ellie Beals)
- Eyal Podell (Justin)
- Matthew Pohlson (Dean Kelly)
- John Savage (Daniel Maxwell)